# Adolphe Clément
Charles Adolphe Antoine Clément (4. august 1860 i København – 16. oktober 1933 på Frederiksberg) var en dansk ingeniør.
Han var søn af guldsmedemester P.L. Clément (død 1899) og hustru født Lund (død 1903), blev student 1878 fra Metropolitanskolen og cand.polyt. 1883. Han blev med det samme ansat som assistent af Philip Schou på Den kongelige Porcelainsfabrik og avancerede 1885 til inspektør. I 1892 forlod han fabrikken og blev ansat i Danmarks geologiske Undersøgelse.
I sin tid på fabrikken spillede Clément en hovedrolle i fabrikkens succes. Han stod omkring 1889 bag opfindelsen af krystalglasuren, også kaldet isglasur, som var en sensation i keramikkredse omkring 1890. Med inspiration fra franske kollegaer på Sèvresfabrikken og med sit eget arbejde med porcelænsglasuren Bleu Royale fremelskede Clément krystaller i sine glasurer. Clément eksperimenterede med forskellige farver i sine krystalglasurer og producerede mere end 100 vaser, som blev præsenteret i Paris i foråret 1890 med en stor interesse for teknikken til følge. Det står ikke helt klart, om det var fabrikken i Danmark eller den franske fabrik, der kom først med teknikken.
Da Clément forlod Den kongelige Porcelainsfabrik, overgav han sine erfaringer og materiale til efterfølgeren Valdemar Engelhart. Clément var i Danmarks geologiske Undersøgelse indtil 1894, hvor han blev teknisk direktør ved den kemiske fabrik Fredens Mølle, som måtte lukke 1902. 1896-1903 bestyrede han Kastrup Svovlsyrebfabrik og blev i 1904 teknisk direktør ved A/S Dansk Svovlsyre- og Superphosphatfabrik, hvilket han var indtil 1910.
Han var bestyrelsesmedlem i A/S Blaakilde Mølles fabrikker 1899-1909, for A/S Kronborg Glasværk 1911-18, for Dansk Forening til Beskyttelse af industriel Ejendomsret fra 1910 og var formand for Dansk Geologisk Forening 1916, 1918 og 1920. 1909-27 var han censor ved Polyteknisk Læreanstalt.